# Godzilla contraataca
Godzilla contraataca (títol original en japonès: Gojira No Gyakushu) és una pel·lícula japonesa del director Motoyoshi Oda estrenada el 1955. Ha estat doblada al català.

## Argument
Mentre sobrevolen els mars per localitzar bancs de peixos, els joves pilots Tsukioka i Kobayashi troben Godzilla i un altre monstre lliurant-se a una batalla feroç. Les dues criatures desapareixen a l'oceà, però surten aviat a la superfície a prop d'Osaka, que serà des de llavors el marc d'un combat a mort entre els dos monstres i els homes.

## Al voltant de la pel·lícula
Contràriament a la pel·lícula original de 1954, els monstres no són filmats al ralentí per donar-los una certa importància. Se'n desprèn una mena de moviment accelerat molt inhabitual per a monstres d'aquesta envergadura.
En la versió americana, la Warner va reemplaçar la música de Masaru Sato pels temes de les pel·lícules Kronos (1957) i The Deerslayer  (1957).
El monstre Anguirus farà diverses aparicions en altres pel·lícules de la saga: Kaijû sôshingeki (1968), Godzilla vs Gigan (1972), Godzilla contra Cibergodzilla (1974) i més recentment Godzilla: Final Wars (2004). Apareix igualment a Godzilla's Revenge (1969), però no es tracta només d'imatges provenint de les pel·lícules precedents.